# Квемо Алвані
Квемо Алвані (груз. ქვემო ალვანი) — село в Грузії.
За даними перепису населення 2014 року в селі проживає 2489 осіб.